# NEOMA Business School
NEOMA Business School je evropská obchodní škola s kampusy (pobočkami) v Paříži, Rouen a Remeš. Škola, založena v roce 2013.

## Popis
NEOMA je akreditovaná u třech mezinárodních organizací: EQUIS, AMBA, a AACSB. Škola má přibližně 62500 absolventů. Mezi významné absolventy patří Shi Weillang (ředitel společnosti Huawei France) a Wilfried Guerrand (Hermès).

## Mezinárodní srovnání
V roce 2019 se program “Master in Management” umístil na 43. místě v mezinárodním žebříčku deníku Financial Times.